# Kunstschilder

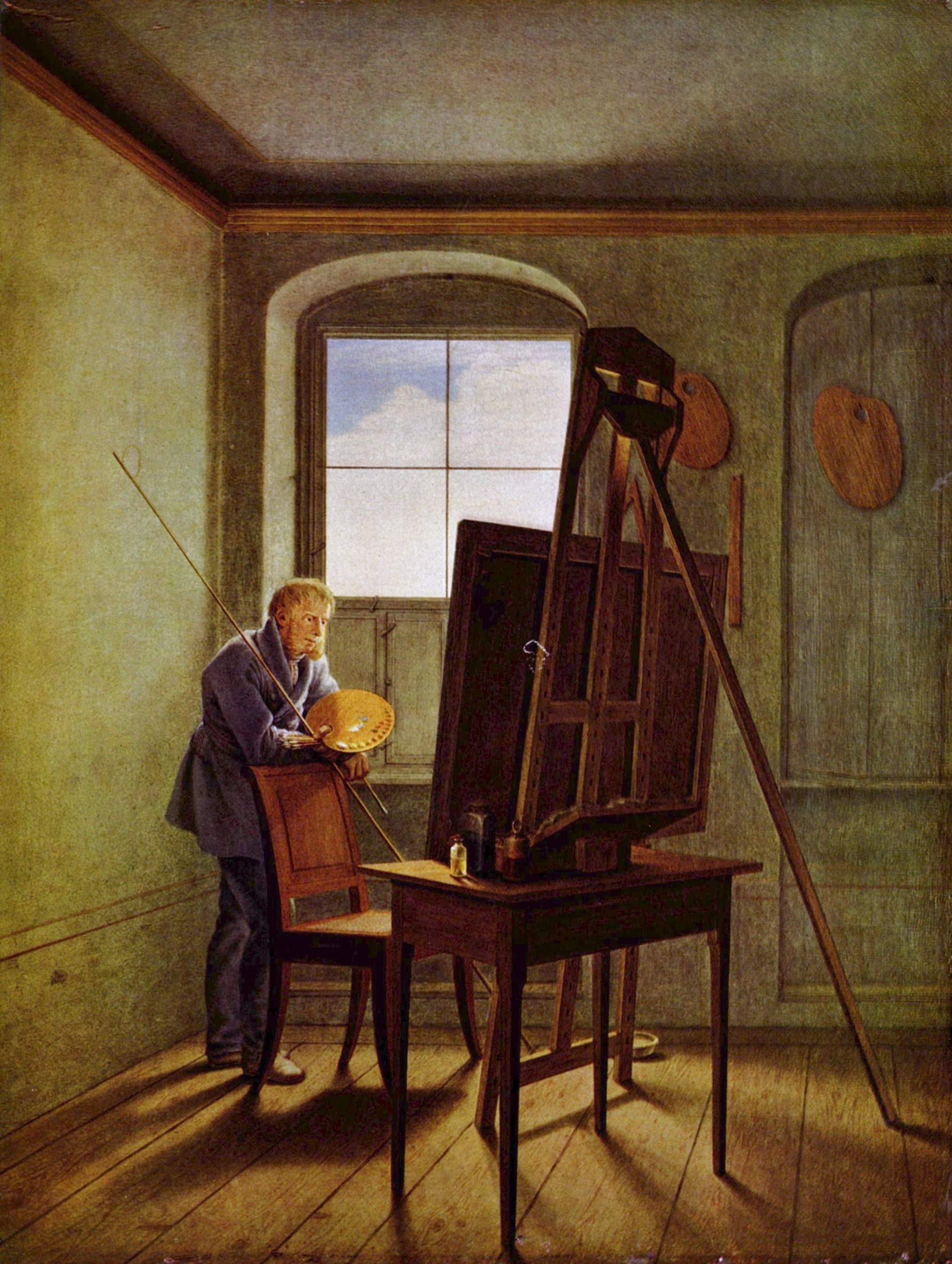
Georg Friedrich Kersting: een kunstschilder aan het werk

Gustave Courbet: Het atelier van de schilder.

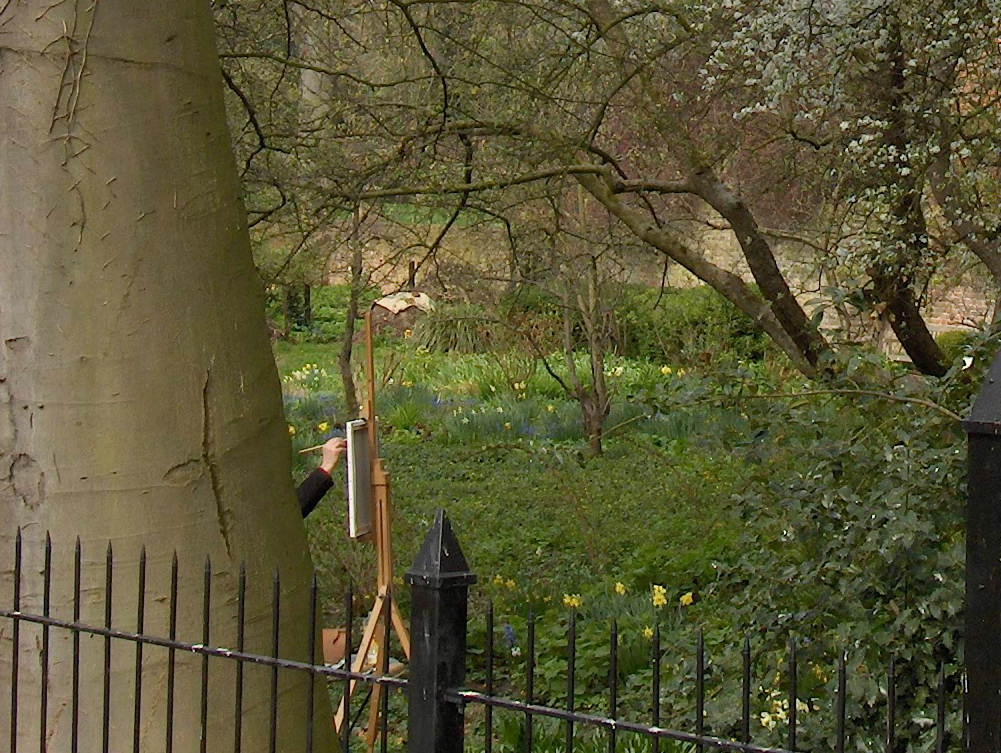
In de buitenlucht werkt een kunstschilder aan een veldezel

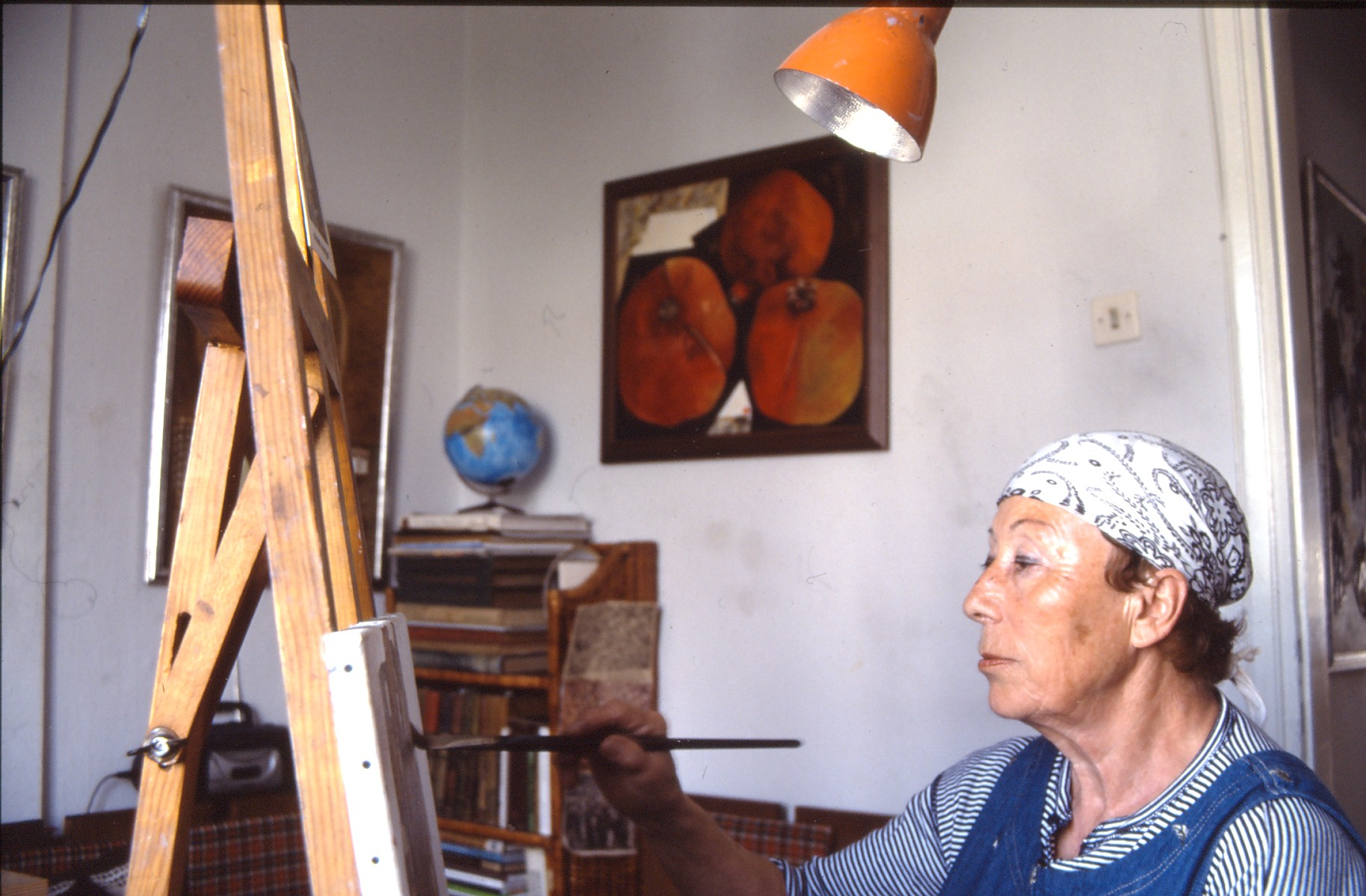
Kunstschilderes Nevin Çokay aan het werk

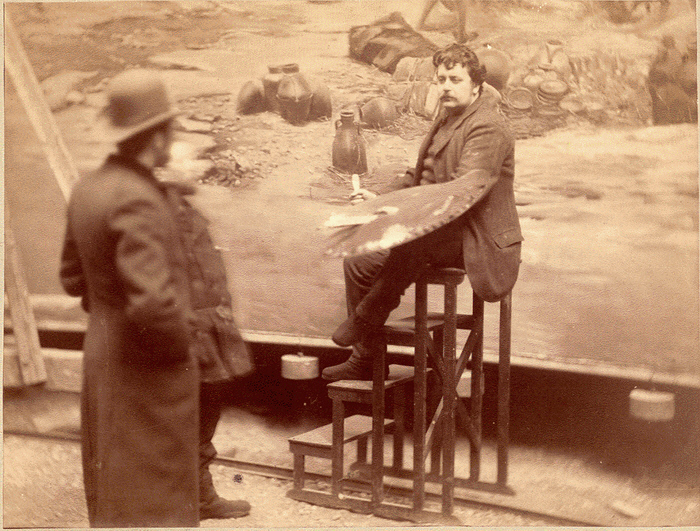
Kunstschilder Bruno Piglhein bij een panoramaschilderij

Een kunstschilder is een kunstenaar die met verf schilderijen op een meestal vlakke drager (ondergrond) vervaardigt.

## Schilderstijlen
Kunstschilders worden ingedeeld in bepaalde schilderstijlen, bijvoorbeeld binnen een van de vele Europese kunststromingen. Soms kan een kunstschilder tot verschillende stijlen of stromingen in de schilderkunst behoren.
De schilderstijl heeft vaak ook betrekking op de periode waarin de kunstschilder leefde.

## Techniek
Er bestaan vele schildertechnieken, waarbij verschillende schildersmaterialen worden gebruikt. Voorbeelden van schildertechnieken zijn de olieverftechniek, de aquareltechniek en gouache (plakkaatverf). Tegenwoordig wordt er ook veel geschilderd met acrylverf of alkydverf. Schildersgereedschappen zijn bijvoorbeeld penselen en paletmessen.
Schilders tekenen vaak ook, soms als voorstudie voor een schilderij en soms ook in het schilderij zelf. Zij gebruiken daarbij houtskool, potlood, pen, krijt of andere grafische materialen.
Nauw verwant aan de activiteiten van kunstschilders zijn de activiteiten van grafici. Graveerkunstenaars maken hout-, koper- of lithogravures. Grafici kunnen in verschillende druktechnieken werken. Zie ook grafiek.

## Musea
Van bekende kunstschilders hangen schilderijen in vele musea over de hele wereld. Er zijn nationale musea en specifieke musea.
Zie ook:
- Lijst van musea voor moderne kunst
- Rijksmusea

## Geschiedenis
Al sinds de prehistorie brengt de mens kunstzinnige afbeeldingen aan bijvoorbeeld op rotswanden of op papyrus. Een voorbeeld zijn de rotstekeningen in Altamira. Later werd onder andere de Kerk opdrachtgever en ontstonden de Sint-Lucasgildes. 
Naast de kerk gaven vanouds ook koningen en andere vorsten, de adel en rijke handelaars en industriëlen veel opdrachten aan kunstschilders. Wanneer een schilder aan het hof van een vorst verbonden was spreekt men van een hofschilder. Een kunstliefhebber die kunstenaars financieel ondersteunt noemt men een mecenas.
Het is vaak moeilijk voor kunstschilders om van hun werk te leven als zij niet zeer beroemd zijn. Omdat het maken van beeldende kunst toch als een waardevolle activiteit werd gezien, bestond in Nederland tussen 1949 en 1956 de Contraprestatieregeling. In 1956 werd een subsidieregeling in het leven geroepen, de Beeldende Kunstenaars Regeling, die bestond tot 1987. Daarna konden kunstenaars terugvallen op een uitkering op bijstandsniveau. Daarna volgde de Wet inkomensvoorziening kunstenaars, waarmee ze een uitkering kregen van 70 procent van het bijstandsniveau. Vanaf 2005 volgde de Wet werk en inkomen kunstenaars, die van kunstenaars enig eigen inkomen verlangde. In 2012 verviel ook deze wet en daarmee alle specifieke steun aan kunstenaars in Nederland.

## Lijsten van kunstschilders
Kunstschilders uit de renaissance en de barok zijn:
- Hollandse School
- Antwerpse School
- Lijst van kunstenaars uit de hoogrenaissance
- Lijst van oude Italiaanse meesters
- Lijst van schilders uit de barok

Overzichten met links naar andere kunstschilders zijn hier te vinden:
- Lijst van Byzantijnse kunstenaars
- Lijst van Franse kunstschilders
- Lijst van kunstschilders op alfabet
- Lijst van kunstschilders naar geboortejaar
- Lijst van moderne Nederlandse beeldend kunstenaars
- Lijst van Nederlandse kunstschilders